# 사와다 겐타로
사와다 겐타로(일본어: 沢田 謙太郎, 1970년 5월 15일 ~ )는 일본의 전 축구 선수이다.

## 구단 경력
1993년 재팬 풋볼 리그의 가시와 레이솔에 입단했다. 1994년 재팬 풋볼 리그 준우승으로 J1리그로 승격했다. 1998년까지 168경기에 출전하여, 7득점을 넣었다. 1999년 산프레체 히로시마로 이적했다. 2003년후 현역 은퇴.

## 국가대표팀 경력
그는 1995년 9월 20일 파라과이과의 경기에서 일본 국가대표팀에 데뷔했다. 그는 1996년까지 국제 A매치 통산 4경기에 출전했다.

## 통계
| 일본 | 일본 | 일본 |
| 연도 | 출전 | 득점 |
| ---- | ---- | ---- |
| 1995 | 2    | 0    |
| 1996 | 2    | 0    |
| 통산 | 4    | 0    |